# Spork
En spork (en portmanteau af de engelske ord spoon og fork) er en hybrid form for bestik, der har form som en ske med to til fire gaffeltænder. Spork-lignende redskaber, som terrapingafler (en type gaffel brugt til nogle slags supper) eller isgafler, har eksisteret siden slutningen af 1800-tallet; patenter til spork-lignende designs kan dateres tilbage til mindst 1874, og ordet "spork" blev et registreret varemærke i USA og Storbritannien årtier senere. De bruges på fastfoodrestauranter, skoler, fængsler, i militæret, af rygsækrejsende, til friluftsliv og flymad.
Ordet spork kombinerer spoon og fork. Det optrådte første gang i 1909 i supplementet til Century Dictionary, hvor det blev beskrevet som et handelsnavn og "et 'portmanteau-ord' der blev brugt om en lang, slank ske, der har en fordybning i enden og fremspring der minder om tænderne på en gaffel".